# カステル・サン・ヴィンチェンツォ
カステル・サン・ヴィンチェンツォ（イタリア語: Castel San Vincenzo）は、イタリア共和国モリーゼ州イゼルニア県にある、人口約500人の基礎自治体（コムーネ）。

## 地理

### 位置・広がり
イゼルニア県西部のコムーネである。

#### 隣接コムーネ
隣接するコムーネは以下の通り。括弧内のFRはフロジノーネ県所属を示す。
- チェッロ・アル・ヴォルトゥルノ
- モンテネーロ・ヴァル・コッキアーラ
- ピッツォーネ
- ロッケッタ・ア・ヴォルトゥルノ
- サン・ビアージョ・サラチニスコ (FR)